# Trenč
Trenč (in ungherese Tőrincs) è un comune della Slovacchia facente parte del distretto di Lučenec, nella regione di Banská Bystrica.